# Strongylium arunense
Strongylium arunense (лат.) — вид жуков-чернотелок из подсемейства Stenochiinae (Tenebrionidae). Эндемик Непала (Sankhua Sabha Distr., Arun Valley, на высоте 1900—2000 м). Название происходит от имени реки Арун в восточном Непале, в окрестностях которой был собран типовой материал.

## Описание
Жуки среднего размера, с тёмной окраской тела. Длина тела составляет 6,2 — 7,2 мм. Преимущественно буровато-чёрные, частично со слабым пурпурным оттенком, дорсальная поверхность от тёмно-зелёного до тёмно-синего цвета, шесть вершинных члеников усиков почти чёрные, лапки тёмно-коричневые (вершинные части терминальных сегментов и когтей светло-коричневые); дорсальная поверхность слегка металлически блестящая, вентральная поверхность светло-золотистая; каждая поверхность почти голая без волосков, усики тонко опушены, бёдра с передней или задней стороны опушены в базальных частях, голени с вентральной стороны опушены в вершинных частях, лапки с вентральной стороны густо опушены. Тело почти веретенообразное, в продольном направлении слабо выпуклое, в передней части очень слегка уплощенное.

## Классификация
Вид был впервые описан в 2010 году японским энтомологом Кимио Масумото (Institute of Human Culture Studies, Otsuma Women’s University, Токио, Япония) и немецким колеоптерологом Вольфгангом Шаваллером (Staatliches Museum für Naturkunde, Штутгарт, Германия) вместе с новыми видами Strongylium wittmeri, Strongylium brancuccii, Strongylium suridhobanum, Strongylium martensi.
Включён в состав трибы Stenochiini (=Strongyliini) из подсемейства Stenochiinae.